# Syb Talma
Aritius Sybrandus (Syb) Talma (Angeren, 17 februari 1864 – Haarlem, 12 juli 1916) was een Nederlands dominee en politicus.

## Biografie
Talma, van Friese afkomst, was de zoon van D. Talma-Hekelaar en A.W.L. Talma, toen Nederlands Hervormd predikant te Angeren.
Hij studeerde in Utrecht en was lid van Secor Dabar, een gezelschap van studenten theologie. Op 24-jarige leeftijd werd hij predikant te Heinenoord (1888-1891), daarna in Vlissingen (1891-1895) en Arnhem. Na zijn politieke loopbaan werd hij opnieuw predikant (Bennebroek, 1914-1916) en veldprediker (1914-1916). Talma overleed in 1916 op 52-jarige leeftijd in het Diaconessenhuis te Haarlem.

## Politieke loopbaan
Als minister van Landbouw, Nijverheid en Handel, waaronder in die tijd ook sociale wetgeving viel, in het kabinet-Heemskerk (1908-1913) was Talma een van de grondleggers van het stelsel van sociale zekerheid in Nederland. Binnen de protestantse arbeidersbond Patrimonium ontwikkelde hij zich tot pleitbezorger van de moderne christelijke vakbeweging. Talma bood een zelfbewust christelijk-sociaal alternatief voor het socialisme, een soort bevrijdingstheologie avant la lettre, gepaard met kritiek op passiviteit van de gevestigde burgerij en aristocratie. Geïnspireerd door de sociale ethiek van de Anglicaanse geestelijke en christen-socialist Frederick Denison Maurice verwierf Talma met zijn charisma veel populariteit onder de protestants-christelijke arbeiders ('de Leeuw van Patrimonium'). Als politicus initieerde hij modernisering van sociale wetgeving en nieuwe sociale instituties.

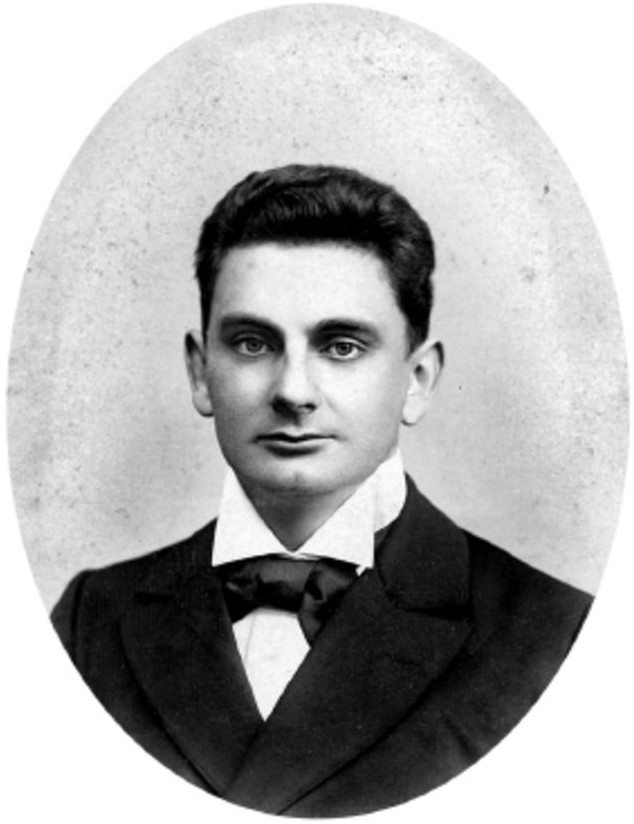
Syb Talma, 1891

Rond 1900 zorgde Talma binnen het Nederlandsch Werkliedenverbond Patrimonium voor overname van de vakorganisatie als leidend principe voor de protestants-christelijke arbeidersbeweging. Het maakte de weg vrij voor totstandkoming van het latere niet-kerkgebonden, algemeen Christelijk Nationaal Vakverbond (CNV) in 1909. In 1891 sloot Talma zich aan bij de Antirevolutionaire Partij (ARP) van Abraham Kuyper. Geruchtmakend was zijn verkiezingsoverwinning bij de Tweede Kamerverkiezingen in 1901 op SDAP-leider Pieter Jelles Troelstra in diens thuisdistrict Tietjerksteradeel. Talma was AR-Kamerlid voor het district tot 1908. In dat jaar werd hij minister in een coalitiekabinet onder leiding van de Anti-revolutionair mr. Th. Heemskerk. Na aftreden van het kabinet trad Talma wegens gezondheidsproblemen uit de actieve politiek en werd predikant van de Nederlands Hervormde Kerk te Bennebroek. Dramatisch verlies van de ARP bij de verkiezingen in 1913, volgend op het kabinet Heemskerk, droeg hier aan bij. Het bevestigde het politiek isolement van Talma in zijn partij dat zich tijdens zijn ministerschap ontwikkelde.
In de pionierstijd van sociale politiek in Nederland was Talma de eerste minister voor sociale wetgeving met een persoonlijke staat van dienst in de arbeidersbeweging. Die ervaring motiveerde hem - na jaren uitstel en vertraging onder voorgaande kabinetten - tot een inhaalslag voor sociale wetgeving. Arbeidersparticipatie en effectieve uitvoering van sociale regelgeving waren leidraad van zijn sociale politiek. Dat leidde tot diverse arbeidswetten, modernisering van de arbeidsinspectie onder meer door opname van arbeiders in de inspectierangen, en een stelsel van Raden van Arbeid als nieuwe bestuurlijke organen voor de arbeidersverzekeringen.Talma's Raden van Arbeid waren het eerste voorbeeld van een publiekrechtelijke organisatie met werkgevers, werknemers en de overheid als samenwerkende 'sociale partners'. Drie jaar hoogoplopende strijd in de Tweede Kamer over de Talma-wetten (1910-1913) manifesteerde een tweedeling tussen sociaal-progressief en sociaal-conservatief in Den Haag die dwars door de partijen heen liep. De scheidslijn verdeelde zowel de regeringspartijen intern (resp. katholieken en protestanten) als de oppositiepartijen (conservatieve en progressieve liberalen). Socialisten van de SDAP van P.J. Troelstra steunden Talma's sociale wetgeving als het er op aankwam, maar voerden ook zware oppositie met verzet tegen met name de verzekeringsplicht voor arbeiders. Gevoelige oppositie voor Talma kwam vooral uit eigen kring: de behoudende aristocratische vleugels van anti-revolutionairen, christelijk-historischen en katholieken. Openlijke steun van AR-leider Kuyper aan sociaal-behoudende kritiek op de minister versterkte Talma's isolement in eigen kring. Kuyper en behoudende geestverwanten hadden grote moeite met overheidsinterventie in de arbeidsverhoudingen tussen werkgever en werknemers en met Talma's pleidooi voor gelijkwaardige samenwerking van werkgevers en werknemers.
Talma realiseerde de eerste collectieve oudedagsvoorziening in Nederland: wettelijk recht van 70-jarige arbeiders op een bijdrage voor de oudedag. Uitkering van deze eerste wekelijkse 'ouderdomsrente' van staatswege voor 70-jarige pensioengerechtigden begon op 9 december 1913. Talma zag het als een tijdelijke overgangsregeling (voor minimaal 75 jaar) naar een particuliere pensioenverzekering die op termijn zonder staatsuitkering kon functioneren. In 1919 werd het recht op ouderdomsrente verbreed naar minvermogende kleine zelfstandigen door Talma's katholieke geestverwant, minister P.J. Aalberse. Hij verlaagde de pensioengerechtigde leeftijd van 70 naar 65 jaar. De Ouderdomsrente was de voorloper van de naoorlogse Algemene Ouderdomswet. De AOW werd in 1957 ingevoerd door de PvdA-ministers Drees en Suurhoff. Ondanks de parlementaire instemming in 1913 werden Talma's verplichte sociale verzekeringswetten pas veel later daadwerkelijk ingevoerd. Dankzij Aalberse werd de Invaliditeits- en Ouderdomswet in 1919 uitgevoerd, die na WO II werd opgevolgd door de Algemene Ouderdomswet (1957) en de Wet Arbeids Ongeschiktheid (WAO; 1967). De Ziektewet van Talma betrof alleen verplichte verzekering tegen loondoorbetaling van werknemers bij ziekte. Verplichte verzekering tegen de kosten van geneeskundige behandeling hield hij buiten de Ziektewet om dreigend landelijk verzet van artsen te voorkomen. Ondanks de parlementaire instemming in 1913 met nationaal verplichte sociale verzekering werd de Ziektewet van Talma pas na jaren debat en wetswijzigingen in 1930 daadwerkelijk uitgevoerd. Verplichte verzekering tegen kosten van geneeskundige behandeling voor lagere inkomens kwam in Nederland pas in 1941 van de grond met het Ziekenfondsbesluit van de Duitse bezetter. Door Talma's knip in de ziektewetgeving in 1913 ontstond in Nederland vergeleken met andere Europese landen een afwijkend stelsel van ziekte- en zorgwetgeving.
Het zwaarbevochten parlementair akkoord over de Talma-verzekeringswetten (1913) zorgde ervoor dat verplichte collectieve sociale verzekering het fundament werd van het Nederlandse sociaal stelsel. De basis van dit stelsel is een (christelijk-sociaal) ethisch principe: gedeelde sociale verantwoordelijkheid van werkgevers, werknemers en de overheid. De vertaling van dit principe naar een samenhangend stelsel van sociale wet- en regelgeving plus een uitvoeringsorganisatie waarin werkgevers en werknemers gelijkwaardig deelnemen is Talma's belangrijkste nalatenschap voor democratisch gefundeerde sociale zekerheid in Nederland. De eerste collectieve pensioenvoorziening in 1913 - aanvankelijk voor arbeiders, in 1919 verbreed naar andere lagere inkomensgroepen - stimuleerde in de jaren '20 nieuw sociaal ondernemerschap: de oprichting van bejaardenoorden op non-profit basis waarbij de wettelijke garantie van ouderdomsrente borg kon staan bij de bank voor particuliere investeringen in huisvesting en verpleging. De zekerheid van een ouderdomsrente voor lagere inkomens stimuleerde achteraf ook totstandkoming van het gemengde pensioenstelsel in Nederland: CAO-afspraken tussen vakbonden en werkgevers over bedrijfspensioenen ontstonden als aanvulling op een vrij minimale oudedags uitkering van staatswege. Nationaal verplichte pensioenverzekering en de overheidsgarantie van een oudedagsuitkering realiseerde voor het eerst in de geschiedenis voor lagere inkomensgroepen een zelfbetaalde oudedag als waardig alternatief voor de vernederende gang naar het armenhuis. Zo'n 10 jaar na Talma's overlijden (in 1916) ontstonden binnen de verschillende zuilen van de Nederlands samenleving zelfstandige 'rustoorden' voor ouderen dankzij nationale pensioenregelingen voor brede bevolkingsgroepen. Het waren de voorlopers van hedendaagse zorg- en verpleeginstellingen met een lage sociale drempel: de naoorlogse verzorgingsstaat en het einde van de standenmaatschappij.

## Nagedachtenis

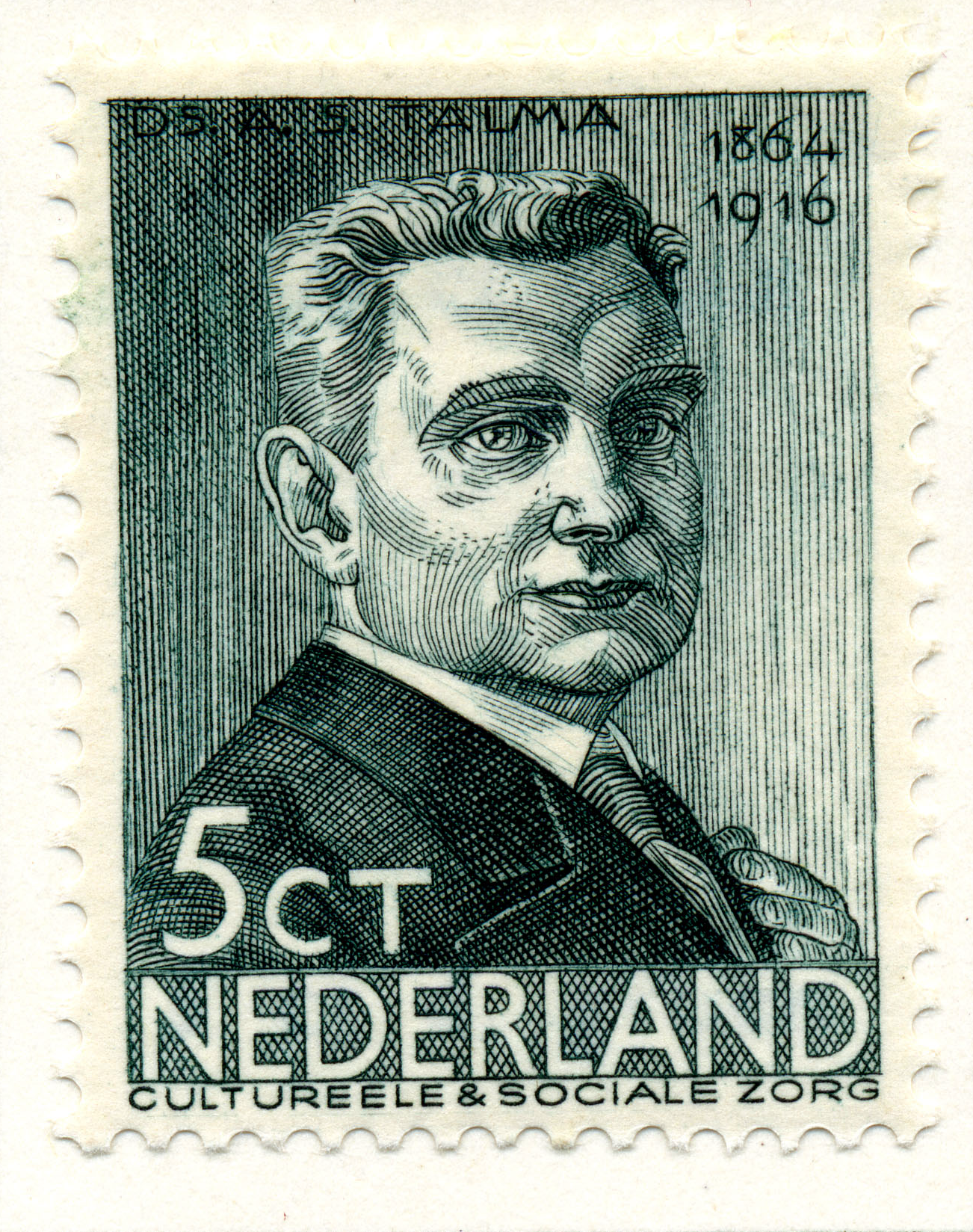
Zomerzegel uit 1936, met het portret van Syb Talma op de 5ct-zegel

- Een portret van Talma staat op een postzegel in de serie Zomerzegels van 1936.
- In ettelijke steden en dorpen zijn straten naar hem vernoemd, waaronder in zijn geboortedorp Angeren.
- Op 9 november 1963 onthulde zijn dochter bij het gemeentehuis van Bergum een bronzen borstbeeld van A.S. Talma, gemaakt door Bertus Sondaar. Aanleiding was de vijftigste verjaardag van zijn ouderdomsrente.[5]
- Het graf van Talma bevindt zich naast de Hervormde Kerk in Bennebroek.

### Documentaire
- Kleinbruinink, Henk (regie, red.) (2009). Zelfs vindt de mus een huis, o Heer: een portret van Aritius Sybrandus Talma (1864-1916), de rode dominee'. Stichting Beeldlijn, Groningen. 1 dvd-video (30 min.). Nederlands ondertiteld, grotendeels Fries gesproken.